# Hrabstwo Jenkins
Hrabstwo Jenkins – hrabstwo w stanie Georgia, w USA. Z gęstością 9,7 os./km² należy do trzydziestu najsłabiej zaludnionych hrabstw Georgii. Siedziba władz hrabstwa mieści się w Millen.

## CDP
- Perkins

## Sąsiednie hrabstwa
- Hrabstwo Burke (północ)
- Hrabstwo Screven (wschód)
- Hrabstwo Bulloch (południe)
- Hrabstwo Emanuel (zachód)

## Demografia
Według spisu z 2020 roku liczy 8674 mieszkańców, co oznacza wzrost o 4% w porównaniu z poprzednim spisem z roku 2010. Według danych pięcioletnich z 2021 roku 54,9% to biali (50% nie licząc Latynosów), 41,6% czarnoskórzy lub Afroamerykanie, 1,4% miało rasę mieszaną, 1,4% Azjaci, 0,6% to rdzenna ludność Ameryki i 0,2% pochodziło z wysp Pacyfiku. Latynosi stanowili 7,1% populacji hrabstwa.

## Religia
W 2020 roku większość mieszkańców to ewangelikalni i afroamerykańscy protestanci. 1,2% deklaruje członkostwo w Kościele katolickim. 

## Polityka
Hrabstwo jest przeważająco republikańskie, gdzie w wyborach prezydenckich w 2020 roku, 62,5% głosów otrzymał Donald Trump i 36,6% przypadło dla Joe Bidena. 